# .net
.net este un domeniu de internet de nivel superior, pentru infrastructuri de rețele, acum nerestricționat (GTLD).
Un domeniu .net este una dintre cele mai valoroase extensii de domeniu existente. Astăzi, există aproximativ 13 milioane de nume de domenii .net înregistrate, iar .net rămâne al doilea cel mai popular domeniu de nivel superior după .com.
În zilele noastre, domeniile .net sunt folosite pentru aproape orice tip de afacere și site web. Recunoașterea și familiaritatea sa ridicată îl fac o opțiune viabilă pentru oricine dorește un domeniu cu aspect profesional.